# Happy the Man (Album)
Happy the Man ist das Debütalbum der US-amerikanischen Progressive-Rock-Band Happy the Man. Es erschien im Jahr 1977 bei Arista Records.

## Entstehung und Veröffentlichung
Nach einem Demo im Jahr 1975, etwas Airplay beim Radio der Georgetown University und Proben mit Peter Gabriel, der eine Begleitband suchte, erhielten Happy the Man einen Vertrag mit Arista Records. Ende 1976 konnten sie den bekannten Produzenten Ken Scott für die Aufnahmen ihres selbstbetitelten Debütalbums gewinnen. Die Band wurde 1977 schließlich von ihrem Label mit Renaissance, Foreigner, Hot Tuna und Stomu Yamashta auf Tour geschickt.

## Titelliste und Stil
1. Starborne – 4:31
2. Stumpy Meets the Firecracker in Stencil Forest – 4:20
3. Upon the Rainbow (Befrost) – 4:39
4. Mr. Mirror’s Reflection on Dreams – 8:51
5. Carousel – 4:08
6. Knee Bitten Nymphs of Limbo – 5:22
7. On Time As a Helix of Precious Laughs – 5:21
8. Hidden Moods – 3:40
9. New York Dream’s Suite – 8:37

Happy the Man spielen auf dem Album abwechslungsreichen und meist instrumentalen Progressive Rock mit komplexen Strukturen und verspielten Arrangements, mit virtuosen Soli und hymnisch-melodischen Passagen. Es finden sich stellenweise Anklänge an den Canterbury Sound.

## Rezeption
Happy the Man gilt heute als Klassiker des US-amerikanischen Progressive Rock, auch wenn die Gesangspassagen mitunter kritisiert werden. Udo Gerhards von den Babyblauen Seiten lobt es als „tolles Album […] einer Band mit absolut eigenständigem Sound: abwechslungsreich, komplex, aber dabei eminent unterhaltsam“. Das eclipsed-Magazin nahm das Album in seine Liste der 150 besten Prog-Alben auf.